# Сунь Хао
Сунь Хао (спрощ.: 孫皓; піньїнь: Sun Hao; 243—284) — останній китайський імператор з династії У періоду Саньґо, повалений воєначальником Сима Янем.

## Життєпис
Був сином Сунь Хе, сина засновника династії У Сунь Цюаня.
Влітку 264 року захворів імператор Сунь Сю. Він викликав до палацу Пуян Сіна та проголосив спадкоємцем престолу свого малолітнього сина Сунь Вана. Після смерті імператора, однак, Пуян Сін вирішив, що народ не бажає бачити на престолі дитину, та, проти волі покійного Сунь Сю проголосив новим імператором 22-річного Сунь Хао.
На початку свого правління Сунь Хао знизив податки та звільнив багатьох жінок з імператорського гарему, надавши їм можливість вийти заміж, чим завоював симпатії підданих. Однак невдовзі молодий імператор захопився вином і жінками, а також виявив жорстокість під час призначення покарань. 264 року Сунь Хао запідозрив Пуян Сіна та Чжан Бу, які сприяли його сходженню на престол, у змові та стратив їх, а також наказав вирізати їхні родини.
265 року Сунь Хао змусив імператрицю-вдову Чжу здійснити самогубство, а чотирьох синів Сунь Сю відправив у вигнання, стративши згодом двох старших. Пізніше імператор вирішив здійснити коштовний проект з перенесення своєї столиці до міста Учан. При цьому він страчував чиновників, які висловлювали незгоду з його діями.
266 року після падіння царства Вей та утворення імперії Цзінь її перший правитель Сима Янь запропонував Сунь Хао укласти мир, утім той відмовився. Того ж року жителі сучасної провінції Чжецзян підняли повстання проти податкового тягаря й вирушили на Цзяньє. Після придушення заворушень Сунь Хао прискорив процес перенесення столиці в Учан. Вважаючи своїх братів Сунь Цяня та Сунь Цзюня причетними до того повстання, стратив їх.
268 року Сунь Хао розпочав регулярні напади на прикордонні регіони держави Цзінь. 271 року він особисто очолив великий наступ на імперію Цзінь, утім невдовзі повернувся до столиці.
Того ж 271 року війська У придушили повстання у провінції Цзяочжоу (сучасний північний В'єтнам), що спалахнуло ще 264 року за правління Сунь Сю, а повстанці присягнули на вірність Цзінь. 272 року на бік імперії Цзінь перейшов генерал Бу Чань, що прискорило підкорення нею царства У.
279 року війська Цзінь почали вирішальний наступ на У, й навесні 280 року Сунь Хао був змушений капітулювати.
Сунь Хао та його родичі були доставлені до столиці Цзінь, міста Лоян. Сима Янь пробачив його та наддав йому титул Гуймін-хоу, а сини Сунь Хао отримали посади молодших чиновників при дворі.

## Девізи правління
- Юаньсін (元興) 264—265
- Ганьлу (甘露) 265—266
- Баодін (寶鼎) 266—269
- Цзяньхен (建衡) 269—271
- Фенхуан (鳳凰) 272—274
- Тяньце (天冊) 275—276
- Тяньсі (天璽) 276
- Тяньцзі (天紀) 277—280